# ディエゴ・デ・パントーハ
ディエゴ・デ・パントーハ（Diego de Pantoja, 1571年 - 1618年）は、スペイン出身のイエズス会修道士。マテオ・リッチを助けて明で宣教活動を行った。著書『七克』がよく知られる。
中国名は龐迪我(Páng Díwǒ、我は峩(é)と書かれることもある)。

## 略歴
パントーハはバルデモーロ（現マドリード州南部）に生まれた。1589年にイエズス会に入会した。本来は日本で宣教活動を行う予定だったが、1597年にマカオに到着したとき、中国宣教師が必要とされていたために南京へ行ってマテオ・リッチを手伝った。1601年にリッチに同行して北京に移った。1610年のリッチの没後、サバティーノ・デ・ウルシスと共同で西洋の天文学の書籍を中国語に翻訳した。
1616年に沈㴶（しんかく）がキリスト教排撃を起こすとマカオに逃がれ、そこで没した。

## 主な著作
パントーハのもっとも有名な著作である『七克』（1614年序）は伏傲・解貪・坊淫・熄忿・塞饕・平妬・策怠の全7巻から構成され、克罪七端（七元徳）によって罪宗七端（七つの大罪）を克服すべきことを西洋の古今の例を引いて述べている。李之藻の叢書『天学初函』に収録された。
『七克』では中国以外でも読まれた。朝鮮では李瀷『星湖僿説』巻11で『七克』を取りあげている。日本では平田篤胤『本教外編』下巻が『七克』そのものである。
中国語による著作にはほかに『龐子遺詮』4巻、『天主実義続篇』（共著）、『海外輿図全説』2巻などがある。
はじめて北京に行ったころに、パントーハはトレド大司教にあてて中国におけるリッチらの宣教状況を報告する手紙を書いた。手紙は「イエズス会神父らの中国入国に関して」(Relación de la entrada de algunos padres de la compañía de Iesus en la China)の題で出版された。この本は大きな反響を呼んで何度も再版され、すぐにフランス語・イタリア語・ドイツ語・ラテン語・スペイン語版が出現した。